# Darum Kirke
Darum Kirke ligger i Darum Sogn i Esbjerg Kommune.

Tufstenskirke bygget omkring 1200 i romansk stil. Tårnet og våbenhus i sengotisk stil fra 1400-tallet. Tidligt, allerede i 1250-1300, blev skibet og koret forlænget. Man har fundet et stolpehul og grave, som muligvis stammer fra en tidligere trækirke.
I 1679 fik Bramming Hovedgård kirken af kongen. Indtil 1881 hørte den under denne gård, hvor den kom under møllerne i Darum, indtil den efter 1910 blev selvejende.

Kirken er i katolsk tid indviet til Sankt Laurentius, som er afbildet på en af statuerne fra en ældre, værdifuld sengotisk altertavle fra omkring 1500, hvoraf der er bevaret fem figurer, to står i kirken (apostlene Johannes og Peter), to på Nationalmuseet (Sankt Gertrud og Sankt Laurentius) og én på Varde Museum (Maria med barnet stående på måneseglen). Delene tilhørte en privat samler omkring 1875, hvor de så blev genfundet og sikret for kirken og museer.

I midten af 1800-tallet blev kirken kraftigt restaureret, og hele det middelalderlige interiør pillet ned.
Sankt Laurentius var en populær helgen i middelalderen. Han led martyrdøren i år 258 ved at blive levende ristet. Navnet Lars er udledt fra denne helgens navn.

Derudover er der en enestående fontehimmel til døbefonten fra 1652 (ifølge malet årstal), men tallet 1632 kendes også. Døbefonten forestiller Jesu dåb, og de omkransende figurer bærer dele fra Jesu korsfæstelse. Dog er der kun to genstande tilbage på de fire figurer. Fontehimmelen bæres af en arm, der kommer ud af en fiskemund.

I tårnrummet er opsat fire præstegravsten.

Altertavlen er fra 1847, og maleriet, der forestiller den sidste nadver, er udført af C.F. Lind fra Jernved.

## Eksterne kilder og henvisninger
- Wikimedia Commons har flere filer relateret til Darum Kirke
- Darum Kirke Arkiveret 19. september 2015 hos  Wayback Machine hos KortTilKirken.dk
- Darum Kirke Arkiveret 24. april 2014 hos  Wayback Machine i bogværket Danmarks Kirker (udg. af Nationalmuseet)